# SpaceShipOne

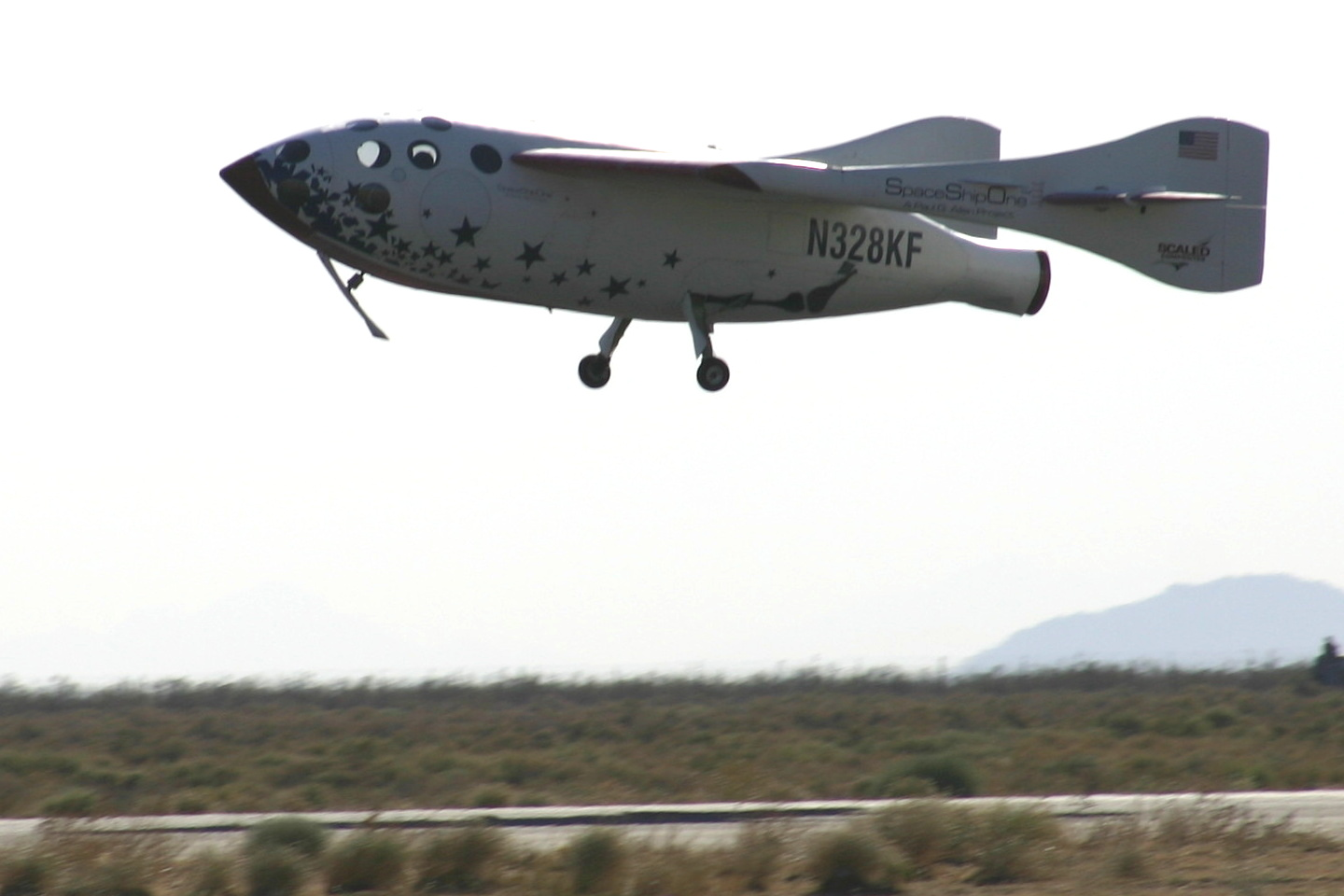
SpaceShipOne під час приземлення

SpaceShipOne (англ. Спейс Шіп Уан) — приватний суборбітальний пілотований космічний корабель багаторазового використання, другий в історії суборбітальний пілотований гіперзвуковий літальний апарат після North American X-15.
Виготовлений компанією Scaled Composites LLC (США), яка з 1982 року займається виробництвом експериментальних літальних апаратів. Однією з цілей створення була участь в конкурсі Ansari X Prize, де основною умовою було створення космічного корабля, який здатний двічі протягом двох тижнів вийти в космічний простір з трьома людьми на борту. Переможець повинен був отримати приз в розмірі 10 мільйонів доларів США. Нагородження було призначено на початок 2005 року. В результаті польотів вже на початку жовтня 2004 року команді творців SpaceShipOne вдалося виграти цей приз.

## Пілоти
- Браян Біні
- Майкл Мелвіл
- Даг Шейн
- Пітер Сіболд

Згідно з ФАІ, пілоти SpaceShipOne не є космонавтами, оскільки для цього апарат повинен здійснити хоча б один оберт навколо Землі на висоті понад 100 км. Проте в США астронавтом вважається кожен, хто здійснив політ хоча б по параболічній траєкторії з максимальним підйомом не менше 50 миль (близько 80 км).

## Політ SpaceShipOne

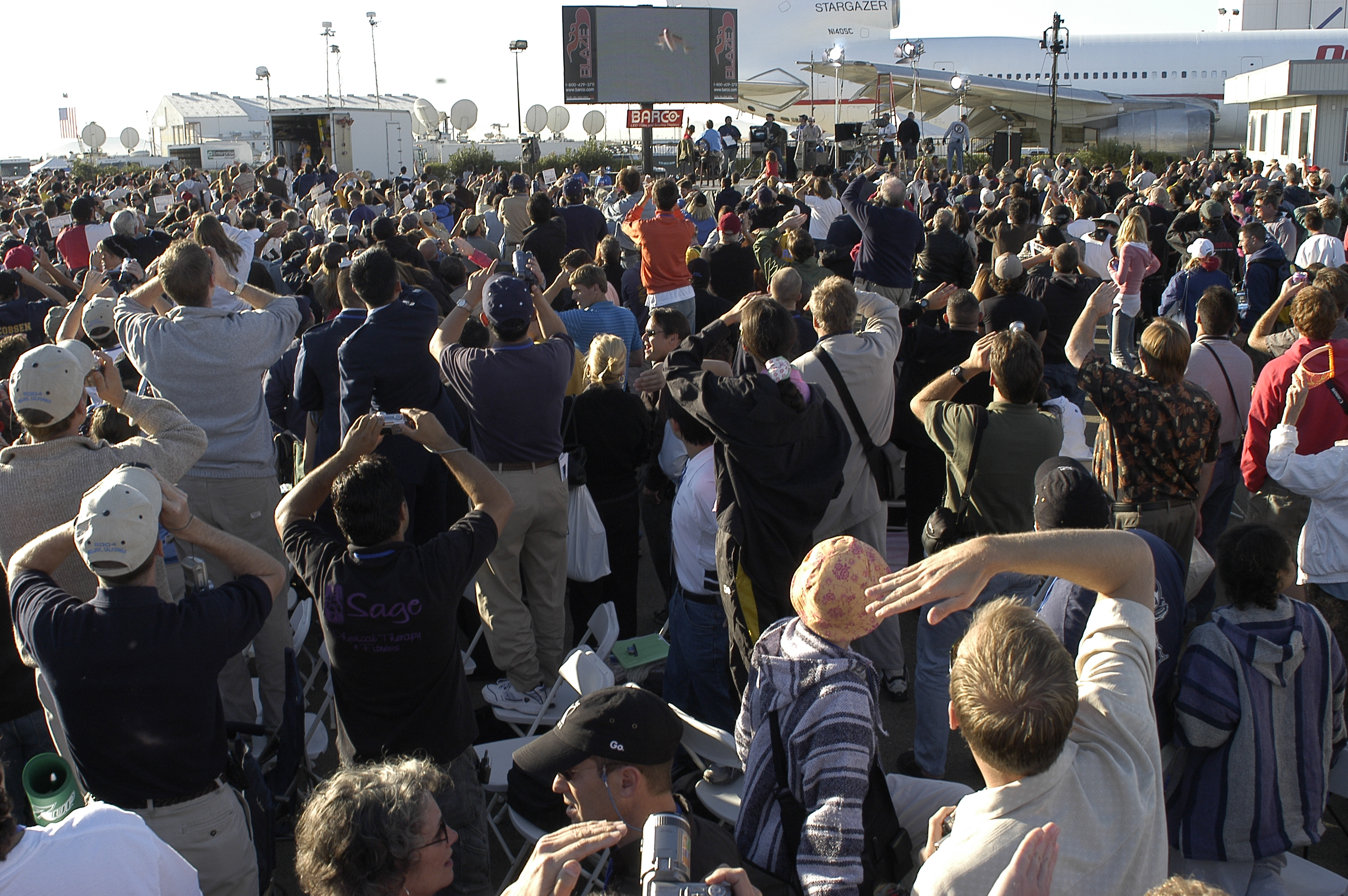
A crowd watches as SpaceShipOne makes its second flight

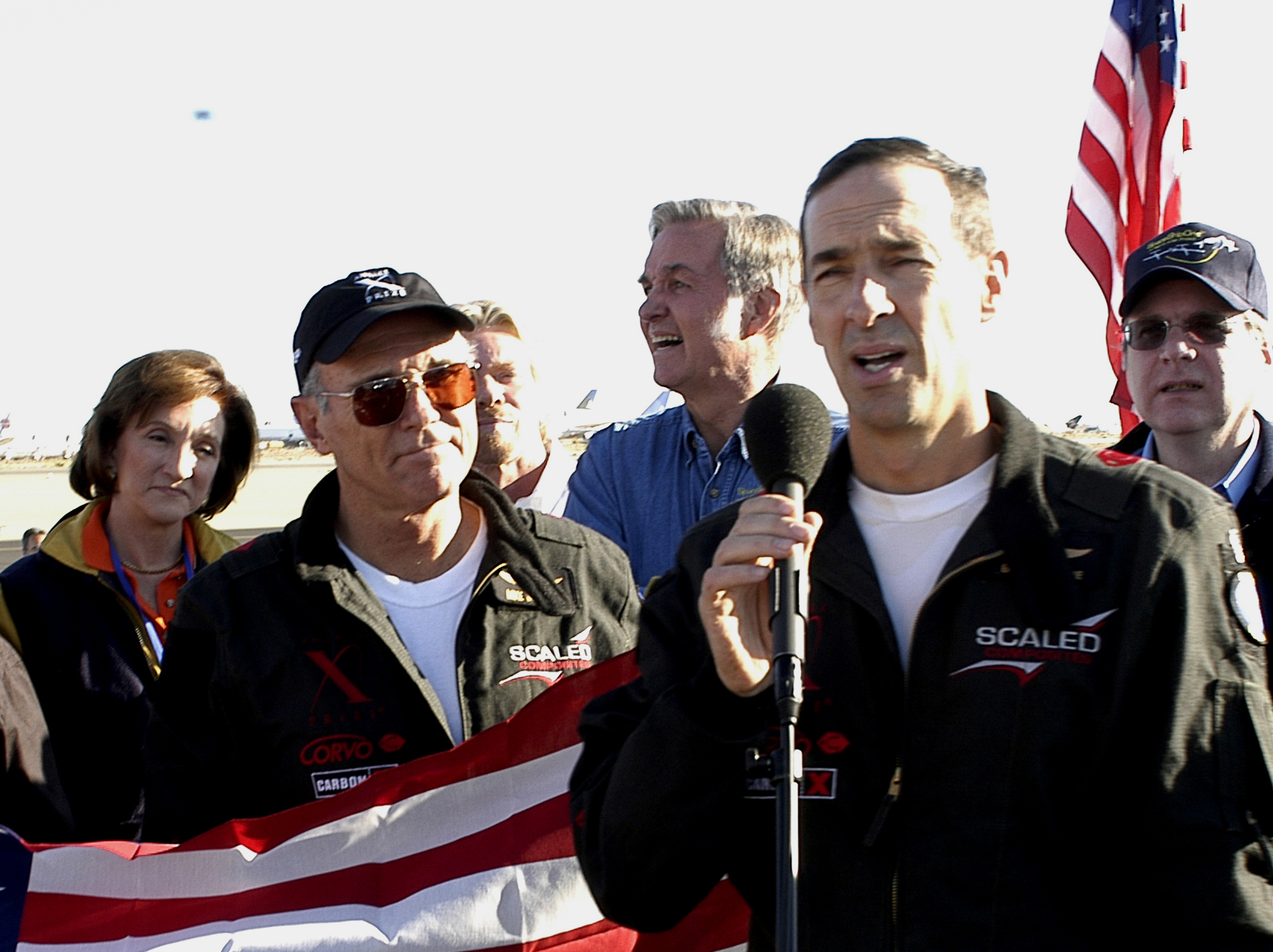
(L to R) Marion Blakely (FAA), Mike Melvill; Richard Branson, Burt Rutan, Brian Binnie, and Paul Allen reflect on a mission accomplished (October 4, 2004)

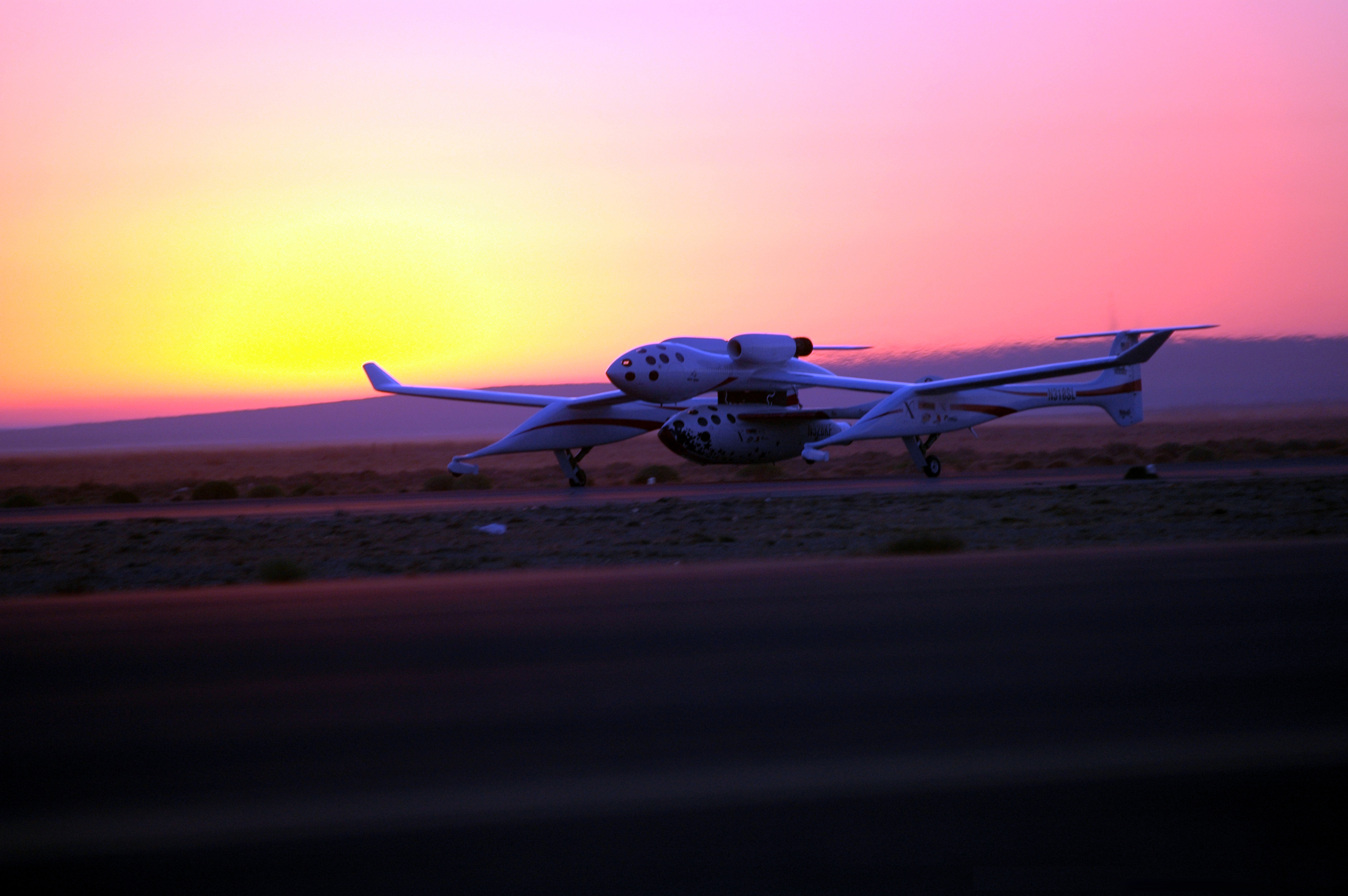
SpaceShipOne зліт

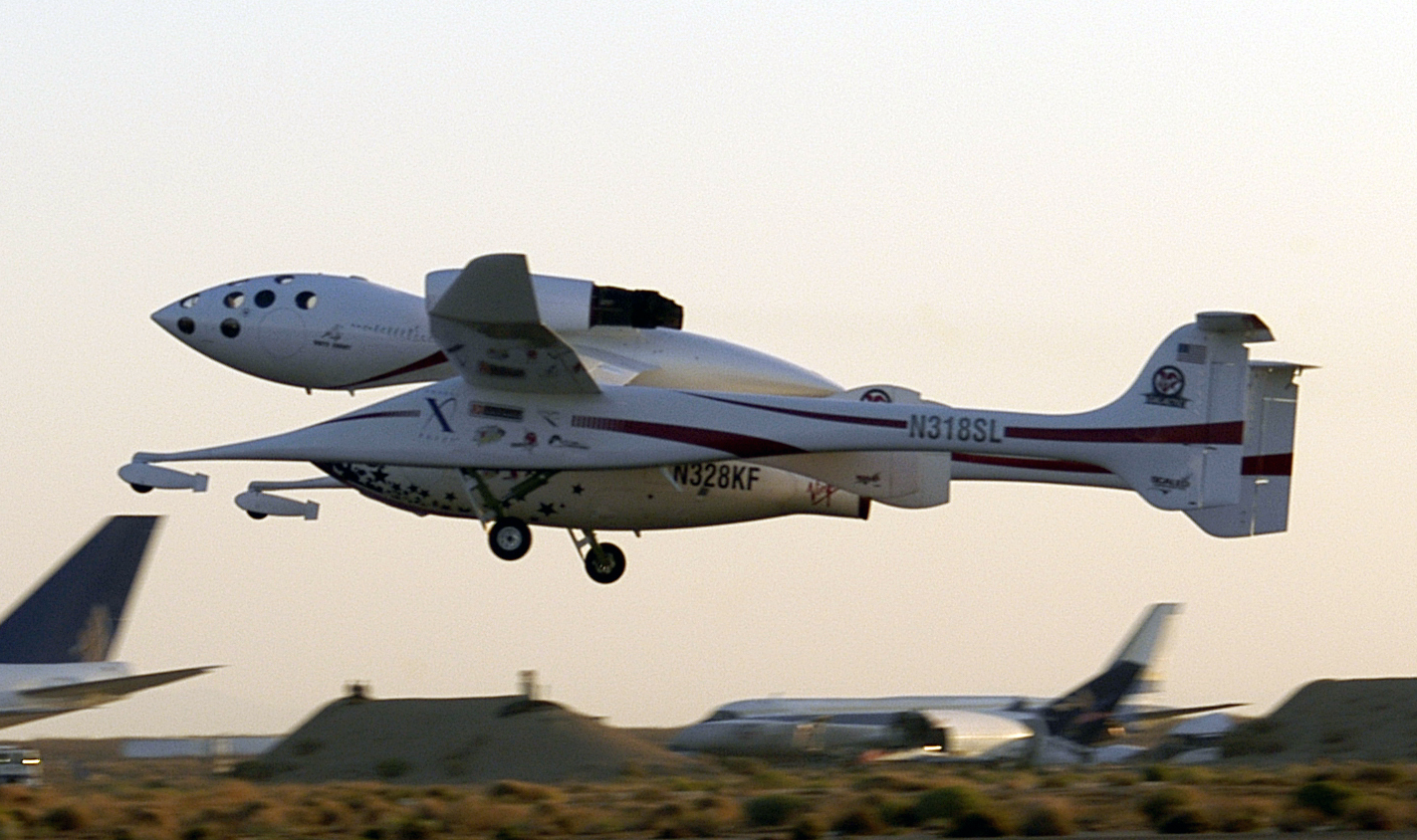
SpaceShipOne зліт

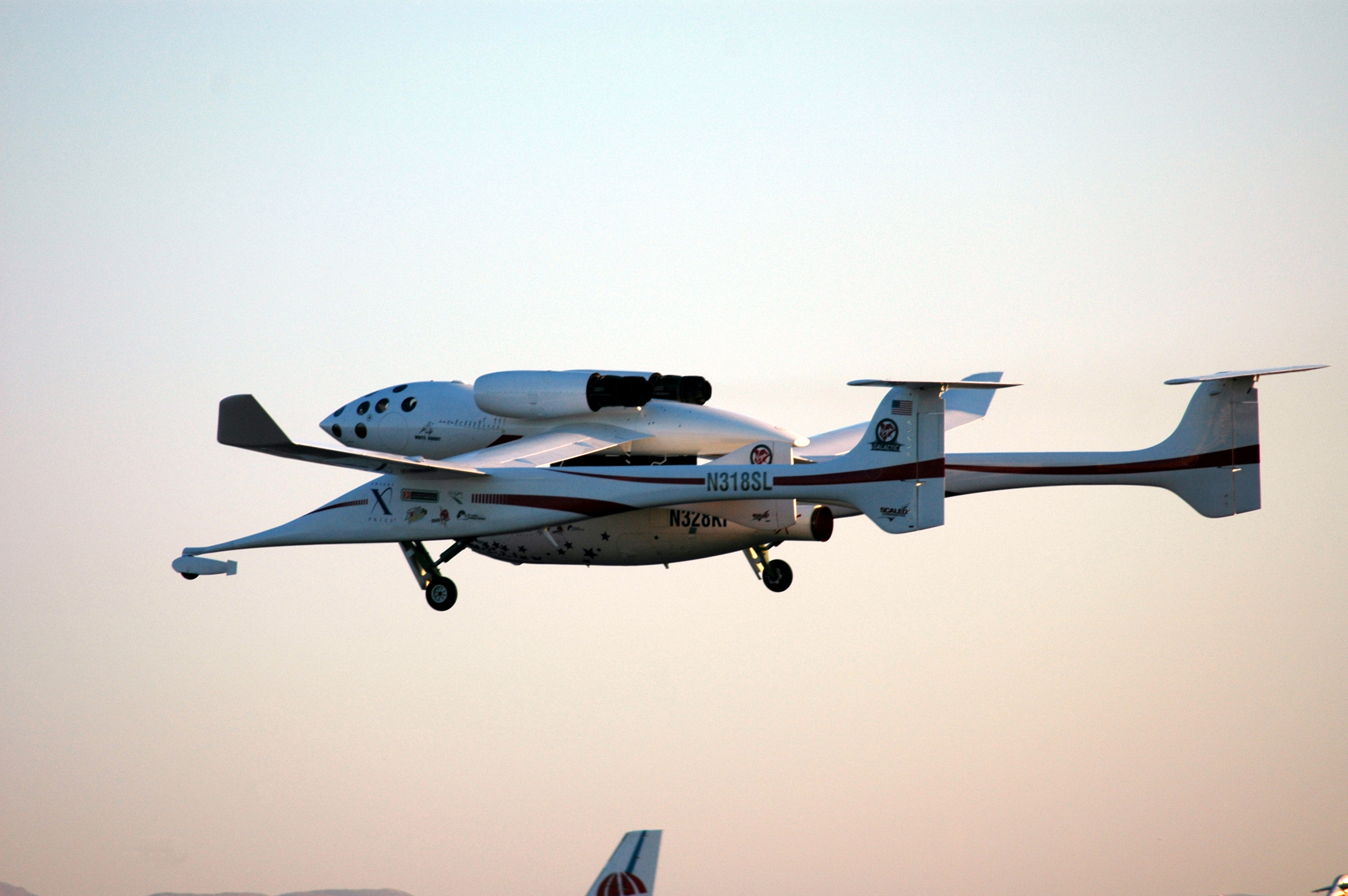
SpaceShipOne р. 2004

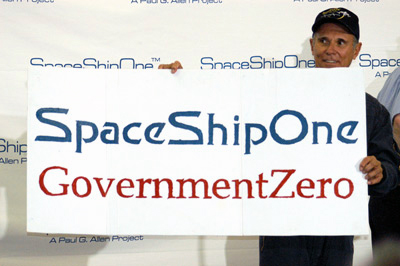
Майк Мельвілл SpaceShipOne

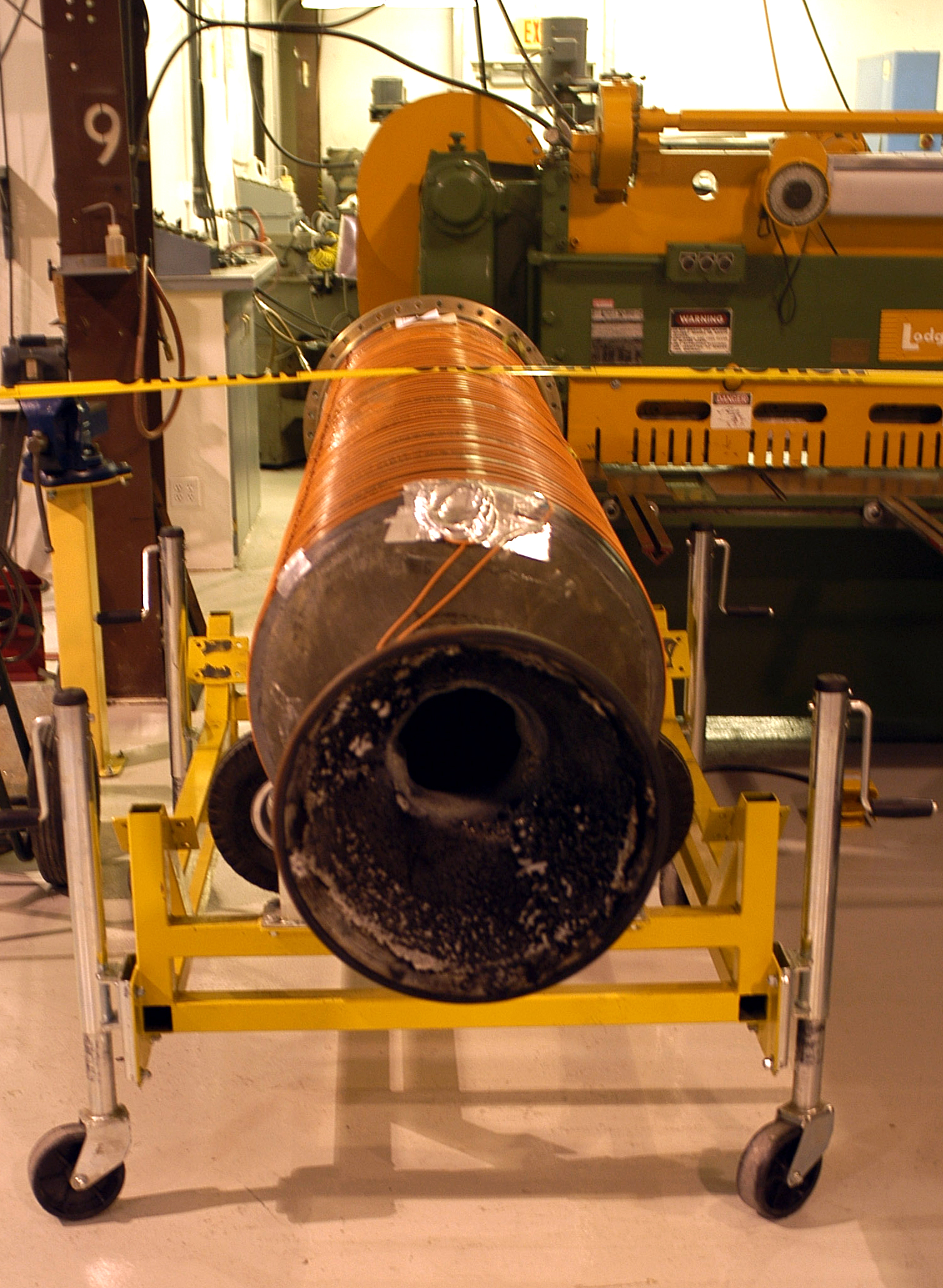

На початку польоту корабель піднімається на висоту приблизно 14 км над рівнем моря за допомогою спеціального літака WhiteKnight (Білий Лицар). Потім відбувається відстикування, SpaceShipOne вирівнюється протягом приблизно 10 секунд, а потім включається ракетний двигун. Він приводить корабель майже у вертикальне положення, прискорення триває трохи більше однієї хвилини, при цьому пілот відчуває перевантаження до 3g. На цьому етапі корабель досягає висоти приблизно 50 км. Максимальна швидкість корабля в цей момент досягає 3 500 км/год (М 3,09), що суттєво менше ніж перша космічна швидкість (28 400 км/год, 7,9 км/с), яка необхідна для виходу на навколоземну орбіту.
Подальша подорож до межі атмосфери (ще на 50 км) відбувається під дією інерції по параболічній траєкторії, наче кинутий камінь. В космосі SpaceShipOne знаходиться близько трьох хвилин. Трохи не доходячи до апогею траєкторії, корабель піднімає вверх крила і хвіст, щоб при зворотному падінні та вході в щільні шари атмосфери одночасно стабілізувати корабель і швидше вивести його з пікіруючого в планеруючий політ. Перевантаження при цьому можуть досягати 6g, але пік перевантажень триває не більше 10 секунд. В такому вигляді він опускається на висоту близько 17 км, де знову приймає початкове положення крил і летить на аеродром, як планер.
«Це фантастичний досвід, — поділився своїми враженнями Біні на післяпольотній прес-конференції. — Важко, звичайно, описати. Просто коли корабель досягає вищої точки польоту, двигун виключається, і ти розумієш, що більше не відчуваєш своєї ваги, наступає справжня ейфорія. За ілюмінатором темрява, а десь внизу яскрава Каліфорнія… Це фантастичне відчуття. Там свобода! Ви всі повинні відчути це».

## Деталі конструкції корабля

Схема літака.

При конструюванні літального засобу був застосований ряд оригінальних рішень. Головним з них стало використання спеціально розробленого гібридного двигуна, який працює на полібутадієні та оксиді азоту(I) (N2O).
Кабіна пілота становить герметичну камеру, де створюється необхідний тиск. Численні ілюмінатори створені з двохшарового скла, кожний шар повинен витримати можливі перепади тиску.
Повітря всередині кабіни створюється потрійною системою, яка використовує кисневі балони, вуглекислий газ видаляється спеціальною поглинаючою системою. Окрема система контролює вологість повітря. Все це дозволяє обходитись без космічних скафандрів.

## Організація
Головою Scaled Composites Бертом Рутаном та одним із засновників Microsoft Полом Аленом в квітні 1996 року заснована приватна космічна програма, відома як Tier One (Тір Уан). Її метою стало просування комерційного космічного туризму. Почавши зі штату співробітників менше ніж 30 чоловік, програма вже через декілька років, на прикладі SpaceShipOne, показала перспективність своїх розробок. В подальшому компанія планує здійснити суборбітальний космічний туризм на апараті SpaceShipTwo.

## ВиграшX-Prize
Всього апарат здійснив 17 польотів, перший — безпілотний, а останні три — суборбітальні космічні по версії ФАІ, тобто вище 100 км.
Перший пробний безпілотний політ на висоту 14,63 км, відбувся 20 травня 2003. Перший пілотований політ на висоту 14 км — 29 липня 2003, пілот — Майк Мелвіл. Він же вперше підняв апарат на 100,124 км 21 липня 2004, а потім здійснив і перший заліковий політ на висоту 102,93 км. 29 вересня. Через 5 днів, 4 жовтня 2004 року апарат SpaceShipOne здійснив свій другий успішний заліковий політ (останній, 17-й). Пілот Браян Біні піднявся на висоту більше 112 кілометрів і потім успішно опустився на Землю. Політ пройшов без будь-яких збоїв, був побитий рекорд висоти для пілотованих літаків, який тримався 41 рік (в серпні 1963 Джо Вокер піднімав Х-15 на 107,9 км). Таким чином, згідно з правилами конкурсу, компанія виробник «Scaled Composites» стала переможцем програми «X Prize» і отримала нагороду в 10 мільйонів доларів. Один з головних творців Бьорт Рутан повідомив людям, які зібралися в нього вдома, що був переконаний в успіху польоту. SpaceShipOne, за словами творців, відкрив космос для приватних польотів.
Як сказав Рутан: «Я добре відчуваю, що наша програма почне відродження епохи людини в космосі».
Голова компанії Virgin Atlantic Airways Річард Бренсон оголосив про створення нового космічного підприємства «Virgin Galactic». Проект отримає ліцензію на технологію SpaceShipOne для комерційних орбітальних польотів, квитки для туристів будуть коштувати, починаючи з 200 000 доларів. Розраховують, що впродовж наступних 5 років в космос зможуть злітати близько 3000 людей.
За словами Бренсона: «Цей розвиток дозволить стати астронавтом будь-якому громадянину будь-якої країни, а не комусь вибраному».